# Pik Koroljow
Der Pik Koroljow (auch Pik Koroljowa; anglisiert: Peak Koroleva) ist ein Berg im Tian Shan im Rajon At-Baschy im Oblus Naryn im Südosten von Kirgisistan unweit der Grenze zur Volksrepublik China.

## Lage
Mit einer Höhe von 5816 m bildet der Pik Koroljow die vierthöchste Erhebung im westlichen Teil des Kakschaaltoo. Er liegt 4 km nördlich vom Hauptkamm der Gebirgskette, der die Grenze zu China bildet. An der Westflanke vereinigen sich die beiden Gletscher Essledovateley und Tschong-Turasu. Jenseits der beiden Gletscher erhebt sich der Pik Dankow (Dankowa), höchster Berg im westlichen Kokschaaltoo.

## Namensherkunft
Der Berg trägt den Namen von Sergei Pawlowitsch Koroljow, sowjetischer Raketenkonstrukteur und Weltraumpionier.